# Campeonato Uruguaio de Futebol de 1935
O Campeonato Uruguaio de Futebol de 1935 foi a 4ª edição da era profissional do Campeonato Uruguaio. O torneio consistiu em uma competição com dois turnos, no sistema de todos contra todos. O campeão foi o Peñarol.

## Classificação
| Pos | Equipe               | Pts | J  | V  | E | D  | GP | GC | SG  |
| --- | -------------------- | --- | -- | -- | - | -- | -- | -- | --- |
| 1°  | Peñarol              | 31  | 18 | 15 | 1 | 2  | 36 | 9  | 27  |
| 2°  | Nacional             | 29  | 18 | 14 | 1 | 3  | 36 | 11 | 25  |
| 3°  | Montevideo Wanderers | 25  | 18 | 10 | 5 | 3  | 30 | 20 | 10  |
| 4°  | Rampla Juniors       | 18  | 18 | 8  | 2 | 8  | 32 | 25 | 7   |
| 5°  | Defensor             | 18  | 18 | 8  | 2 | 8  | 31 | 29 | 2   |
| 6°  | River Plate          | 17  | 18 | 7  | 3 | 8  | 30 | 34 | -4  |
| 7°  | Sud América          | 17  | 18 | 6  | 5 | 7  | 19 | 28 | -9  |
| 8°  | Central              | 12  | 18 | 4  | 4 | 10 | 17 | 29 | -12 |
| 9°  | Racing               | 8   | 18 | 3  | 2 | 13 | 21 | 34 | -13 |
| 10° | Bella Vista          | 5   | 18 | 2  | 1 | 15 | 22 | 55 | -33 |

|  | Campeão. |

| Campeonato Uruguaio de 1935  |
| ---------------------------- |
| Peñarol Campeão (13º título) |